# Eumenes insolens
Eumenes insolens är en stekelart som beskrevs av Smith 1865. Eumenes insolens ingår i släktet krukmakargetingar, och familjen Eumenidae. Inga underarter finns listade i Catalogue of Life.